# 圆叶马先蒿
圆叶马先蒿（学名：Pedicularis rotundifolia）是列当科马先蒿属的植物。分布于缅甸以及中国大陆的西藏等地，生长于海拔3,280米的地区，一般生长在牧场及草地中，目前尚未由人工引种栽培。